# Supernatural Love
«Supernatural Love» es el segundo sencillo del álbum Cats Without Claws de la cantante Donna Summer lanzado en 1984. Fue un éxito menor en los Estados Unidos, siendo Top 40 en la lista dance de Billboard.

## Vídeo musical
Para promocionar el sencillo, fue realizado un vídeo muy colorido con Summer y su esposo Bruce Sudano interpretando a una pareja persiguiéndose unos a otros a través del tiempo, a partir de la Edad de Piedra hasta la corriente ochentera del new wave.

## Sencillos
- US 7" single (1984) Geffen 9 29142-7 / 7-29142[1]

1. "Supernatural Love" - 3:38
2. "Face the Music" (Summer, Sudano, Omartian) - 4:14

- US 12" single (1984) Geffen 0-20273[2]

1. "Supernatural Love" (Extended Dance Remix) - 6:12
2. "Face the Music" - 4:14

- CAN 12" Maxi (1984) Geffen / WEA Music 92 02730[3]

1. "Supernatural Love" (Extended Dance Remix) - 6:12
2. "Face the Music" - 4:14

- GER 12" Maxi (1984) Warner Bros. 259 254 0[4]

1. "Supernatural Love" (Extended Dance Remix) - 6:12
2. "Suzanna" - 4:29

- GER 7" single (1984) Warner Bros. 259 254-7[5]

1. "Supernatural Love" (Remix) - 3:38
2. "Suzanna" - 4:29

- UK 7" single (1984) Warner Bros. U9254[6]

1. "Supernatural Love" (Remix) - 3:38
2. "Suzanna" - 4:29

## Listas
| Lista/País (1984)             | Posición más alta |
| ----------------------------- | ----------------- |
| Billboard Hot 100             | 79                |
| Billboard Hot Dance Club Play | 39                |
| Billboard Hot Soul Singles    | 51                |